# Юдея (римска провинция)
 Тази статия е за римската провинция.  За историческата област вижте Юдея.  
Юдея (на гръцки: Ιουδαία; на латински: Iudaea) е римска провинция от I-II век.
Създадена е през 6 година с ликвидирането на Тетрархията на територията на историческите области Юдея, Самария и Идумея. След потушаването на въстанието на Бар Кохба през 135 година е преобразувана в провинция Сирия Палестина.

## Римски префекти на Юдея (6–67)
Копоний (6 – 9 г.)

 Марк Амбибул (9 – 12)

 Анний Руф (12 – 15)

 Валерий Грат (15 – 26)

 Пилат Понтий (26 – 37)

 Марцелий (37 – 37)

 Куспий Фад (41

 Тиберий Юлий Александър (44 – 48)

 Вентидий Куман (48 – 52)

 Антоний Феликс (52 – 60)

 Порций Фест (60 – 62)

 Албин (62 – 64)

## Първосвещеници
В периода на пряко римско управление над Юдея на първосвещеническия пост се изредили поне седмина жреци, от които петима били братя:
- Анна бен Сет (6 – 15)
- Елиезер бен Ананий (16-17)
- Йосиф бен Кайафа (18-36), женен за дъщерята на Анна (Йоан 18:13)
- Йонатан бен Ананий (36 – 37 и 44)
- Теофил бен Ананий (37 – 41)
- Матиас бен Ананий (43)
- Ананий бен Ананий (63)